# Tim Jones (Komponist)
Timothy S. Jones (* 21. November 1971 in Mission Viejo, Kalifornien) ist ein US-amerikanischer Komponist.

## Leben
Timothy S. Jones schloss 1994 sein Musikstudium mit einem Bachelor am Berklee College of Music ab. Bereits ein Jahr später debütierte er mit der Musik zu der Fernsehkomödie P.C.H. als Filmkomponist für einen Langspielfilm. Insbesondere mit dem Filmregisseur J. S. Cardone verbindet ihn seitdem eine längere Zusammenarbeit, so komponierte er die Musik zu Filmen wie The Forsaken – Die Nacht ist gierig, Alien Jäger – Mysterium in der Antarktis, 8mm 2 – Hölle aus Samt und Zombies. Größere Bekanntheit erlangte er durch seine Musik für die die Fernsehserie Chuck, für die er 91 Folgen lang von 2007 bis 2012 komponierte.

## Filmografie (Auswahl)

### Film
- 1995: P.C.H.
- 1998: Die Bestie in Dir (The Fury Within)
- 2000: Brainiacs.com – Wir kaufen Daddys Firma (The Brainiacs.com)
- 2001: 100 Millionen Volt – Inferno am Himmel (Lightning: Fire from the Sky)
- 2001: The Forsaken – Die Nacht ist gierig (The Forsaken)
- 2002: Bat Attack – Angriff der Fledermäuse (Fangs)
- 2002: Ebola – Anschlag auf den Präsidenten (Contagion)
- 2003: Alien Jäger – Mysterium in der Antarktis (Alien Hunter)
- 2003: Weltuntergang: Das Gewitter-Inferno (Lightning: Bolts of Destruction)
- 2004: Explosionsgefahr: Eine Stadt am Abgrund (Combustion, Fernsehfilm)
- 2004: Fatal Lessons (Fatal Lessons: The Good Teacher)
- 2004: Winston, der Internetgeist (I Downloaded a Ghost)
- 2005: 8mm 2 – Hölle aus Samt (8MM 2)
- 2005: Angriff des Säbelzahntigers (Attack of the Sabretooth)
- 2006: Zombies (Wicked Little Things)
- 2007: Kill Bobby Z
- 2010: Smokin’ Aces 2: Assassins’ Ball
- 2019: Die Tochter des Weihnachtsmanns
- 2022: Hot Seat
- 2024: Darkness of Man

### Serie
- 2007–2012: Chuck (91 Folgen)
- 2010–2011: Human Target (11 Folgen)
- seit 2012: Cult